# جيفنشي لي نوبل
جيفنشي لي نوبل (بالفرنسية: Givenchy-le-Noble)‏ هي بلدية تقع في إقليم باد كاليه من منطقة نور با دو كاليه في شمال فرنسا. تبلغ مساحة هذه المدينة 2.52 (كم²)، وترتفع عن سطح البحر 125 م، يبلغ عدد سكانها 146 نسمة حسب إحصاء المعهد الوطني للإحصاء والدراسات الاقتصادية سنة 2009 م. وترأس Jean Monchy البلدية خلال فترة (2008-2014).